# 710
710 (DCCX na numeração romana) foi um ano comum do século VIII, do Calendário Juliano, da Era de Cristo, teve início e fim numa quarta-feira, com a letra dominical E.
| ano completo                        |
| ----------------------------------- |
| Ano comum com início à quarta-feira |

## Eventos
- Eleição de Rodrigo, último rei visigótico, com ele terminou o Reino Visigótico.
- Fundação do Emirado de Necor, o primeiro estado muçulmano independente no noroeste de África.

## Nascimentos
- Flávio Teodósio de Coimbra nobre medieval da Península Ibérica e conde da Coimbra.
- Conde Mendo nobre de origem escandinava, irmão do Duque da Toscânia Desidério, foi o último rei dos Lombardos, m. 786.

## Mortes
- Vitiza, penúltimo rei visigótico